# Setodes dissobolus
Setodes dissobolus är en nattsländeart som beskrevs av Wolfram Mey 1998. Setodes dissobolus ingår i släktet Setodes och familjen långhornssländor. Inga underarter finns listade i Catalogue of Life.